# Автомагістраль А29 (Франція)
Автомагістраль A29 — головна платна автомагістраль у Нормандії та Пікардії, на північному заході та на півночі Франції. Дорога також є частиною європейського маршруту E44. Від західної розв'язки з автомагістраллю A28 до з'єднання з автомагістраллю A26 частина A29 також утворює північну частину Великого контуру Парижа.

## Маршрут
Дорога з'єднує порт Гавр з A 26 у Сен-Кантені. Вона також має перехрестя з автомагістралями A 13, A 131, A 16, A 28 і A 1.